# Horisme
Genre
Horisme est un genre de lépidoptères (papillons) de la famille des Geometridae.

## Espèces rencontrées en Europe
- Horisme aemulata (Hübner, 1813)
- Horisme aquata (Hübner, 1813)
- Horisme calligraphata (Herrich-Schäffer, 1838)
  - Horisme calligraphata calligraphata (Herrich-Schäffer, 1838)
  - Horisme calligraphata taeniolata (Eversmann, 1843)
- Horisme corticata (Treitschke, 1835)
- Horisme exoletata (Herrich-Schäffer, 1838)
- Horisme incurvaria (Erschov, 1877)
- Horisme predotai Bytinski-Salz, 1937
- Horisme radicaria (de La Harpe, 1855)
  - Horisme radicaria insularis Bytinski-Salz, 1937
  - Horisme radicaria radicaria (de La Harpe, 1856)
- Horisme scorteata (Staudinger, 1901)
- Horisme tersata (Denis & Schiffermüller, 1775) - Horisme élégant
- Horisme vitalbata (Denis & Schiffermüller, 1775) - Larentie de la clématite